# Viola isaurica
Viola isaurica är en violväxtart som beskrevs av Juliette Contandriopoulos och Quezel. Viola isaurica ingår i släktet violer, och familjen violväxter. Inga underarter finns listade i Catalogue of Life.